# San Cristóbal de las Casas (gemeente)
San Cristóbal de las Casas is een gemeente in de Mexicaanse deelstaat Chiapas. De hoofdplaats van San Cristóbal de las Casas is San Cristóbal de las Casas. De gemeente San Cristóbal de las Casas heeft een oppervlakte van 484 km², oftewel 0,64% van de oppervlakte van de staat Chiapas.
De gemeente heeft 132.421 inwoners (2000). 38,98% daarvan spreken een Indiaanse taal, voornamelijk Tzotzil. 19,24% van hen spreekt geen Spaans. 68,80% van de bevolking is van indiaanse afkomst.
Acacoyagua · Acala · Acapetahua · Aldama · Altamirano · Amatán · Amatenango de la Frontera · Amatenango del Valle · Angel Albino Corzo · Arriaga · Bejucal de Ocampo · Bella Vista · Benemérito de las Américas · Berriozábal · Bochil · Cacahoatán · Capitán Luis Ángel Vidal · Catazajá · Chalchihuitán · Chamula · Chanal · Chapultenango · Chenalhó · Chiapa de Corzo · Chiapilla · Chicoasén · Chicomuselo · Chilón · Cintalapa · Coapilla · Comitán de Domínguez · Copainalá · El Bosque · El Parral · El Porvenir · Emiliano Zapata · Escuintla · Francisco León Rivera · Frontera Comalapa · Frontera Hidalgo · Honduras de la Sierra · Huehuetán · Huitiupán · Huixtán · Huixtla · Ixhuatán · Ixtacomitán · Ixtapa · Ixtapangajoya · Jiquipilas · Jitotol · Juárez · La Concordia ·  La Grandeza · La Independencia · La Libertad · La Trinitaria · Larráinzar · Las Margaritas · Las Rosas · Mapastepec · Maravilla Tenejapa · Marqués de Comillas Zamora · Mazapa de Madero · Mazatán · Metapa · Mitontic · Mezcalapa · Montecristo de Guerrero · Motozintla · Nicolás Ruíz · Ocosingo · Ocotepec · Ocozocoautla de Espinosa · Ostuacán · Osumacinta · Oxchuc · Palenque · Pantelhó · Pantepec · Pichucalco · Pijijiapan · Pueblo Nuevo Solistahuacán · Rayón · Reforma · Rincón Chamula San Pedro · Sabanilla ·  Salto de Agua · San Andrés Duraznal · San Cristóbal de las Casas · San Fernando · San Juan Cancuc · San Lucas · Santiago el Pinal · Siltepec · Simojovel · Sitalá · Socoltenango · Solosuchiapa · Soyaló · Suchiapa · Suchiate · Sunuapa · Tapachula · Tapalapa · Tapilula · Tecpatán · Tenejapa · Teopisca · Tila · Tonalá · Totolapa · Tumbalá · Tuxtla Chico · Tuxtla Gutiérrez · Tuzantán · Tzimol · Unión Juárez · Venustiano Carranza · Villa Comaltitlán · Villa Corzo · Villaflores · Yajalón · Zinacantán